# Uherský Ostroh
Uherský Ostroh (bis 1846 Ostroh, deutsch Ungarisch Ostra oder Ungarisch Ostrau, ungarisch Magyarsárvár) ist eine Stadt im Okres Uherské Hradiště in Tschechien. Sie gehört zur Region Zlín und liegt zehn Kilometer südlich von Uherské Hradiště (Ungarisch Hradisch) an der Landesstraße 55, die von Břeclav nach Přerov verläuft.

## Geographie
Uherský Ostroh liegt in der Mährischen Slowakei im Obermährischen Tal (Hornomoravský úval) der March, die westlich der Stadt in Richtung Süd fließt. Nachbarorte sind Uherské Hradiště im Norden, Kunovice und Ostrožská Nová Ves im Nordosten, Ostrožská Lhota und Hluk im Osten, Blatnice pod Svatým Antonínkem im Südosten, Veselí nad Moravou im Süden und Moravský Písek im Westen. Südlich liegen die Weißen Karpaten.

## Geschichte
Ostroh entstand auf einer damals von der March umflossenen Insel. Vermutlich unter Ottokar II. Přemysl wurde eine königliche Burg erbaut, die die Grenze gegenüber Ungarn sichern sollte. Sie wurde erstmals 1286 als „Burg Stenice“ erwähnt und danach als „Ostroh“ (Sporn) bzw. „Ostrov“ (Insel) bezeichnet. Während der Herrschaft des böhmischen Königs Johann von Luxemburg wurde die Burg zwar verpfändet, blieb jedoch bis Anfang des 16. Jahrhunderts königlicher Besitz.
Die um die Burg entstandene Stadt Ostroh wurde erstmals 1371 als zur Burgherrschaft gehörig erwähnt. 1405 verpfändeten die mährischen Markgrafen Jost und Prokop Ostroh den Brüdern Beneš und Hašek von Waldstein. Entsprechend einer von König Wenzel ausgestellten Lehensbestätigung besaß Ostroh 1411 Hašek von Waldstein allein. Dieser kämpfte als Heerführer 1420 an der Seite König Sigismunds bei der Schlacht bei Vyšehrad und wurde von den Hussiten gefangen genommen. Vermutlich weil ihm die Hussiten mit der Wegnahme seiner Besitzungen drohten, trat er auf die Seite der gemäßigten Prager Hussiten über, die ihn im Januar 1422 zu ihrem Befehlshaber ernannten. Sie bestimmten die Burg Ostroh, die sie „Das neue Tabor“ nannten, zu ihrem militärischen Zentrum in Südostmähren. Von hier aus überfielen sie am 12. Januar 1421 das Kloster Velehrad und brannten es nieder. Im selben Jahr versuchte der Olmützer Bischof Johann von Bucca mit österreichischen Heeren ohne Erfolg eine Wiedereroberung von Ostroh. Nach weiteren vergeblichen Versuchen der Kaiserlichen gelang erst 1424 dem Herzog Albrecht die Eroberung der Stadt. Er übergab Ostroh im selben Jahr dem ungarischen Magnaten Stibor (Stibor ze Stibořic), von dem es an den ehemaligen Hussitenhauptmann Friedrich von Ostrorog gelangte. Obwohl Hašek von Waldstein nach der Niederlage der Hussiten in der Schlacht bei Maleschau wiederum an die Seite König Sigismunds trat und von diesem zum mährischen Landeshauptmann ernannt wurde, erhielt er Ostroh nicht mehr zurück.
Während der Herrschaft des Friedrich von Ostrorog wurden die Untertanen mit übermäßigen Abgaben und Frondiensten belegt, weshalb sich diese mit einer Beschwerde an König Sigismund wandten. Sigismund bestätigte 1435 die bisherigen Stadtprivilegien und befreite die Untertanen von den nicht gerechtfertigten Forderungen Friedrich von Ostrorogs. In der zweiten Hälfte des 15. Jahrhunderts gelangte Ostroh als Pfandbesitz an Johann Giskra (Jan Jiskra z Brandysa), der es dem Jan von Cimburg (Jan z Cimburka) überließ. Dieser tauschte Burg und Herrschaft Ostroh mit den Herren von Landstein. Als Folge des böhmisch-ungarischen Thronfolgekriegs gelangte Ostroh 1468 an Verbündete des ungarischen Königs Matthias Corvinus. Dessen Hauptmann Jan Zelený von Šanov folgte als Besitzer von Ostroh Peter Haugwitz von Biskupitz. Er verkaufte Ostroh 1490 dem Olmützer Administrator Johann Filipec, der zu den Ratgebern und Diplomaten des Matthias Corvinus gehörte. Filipec verschrieb Ostroh im selben Jahr seinem Neffen Jan von Kunowitz (Jan z Kunovice). Dieser verkaufte Ostroh 1497 dem Mikuláš Hrdý z Klokočné und erwarb es nach dessen Tode 1509 wieder zurück. Ab 1511 gehörte Ostroh nicht mehr zu den königlichen Gütern, wodurch es der Familie von Kunowitz erblich gehörte.

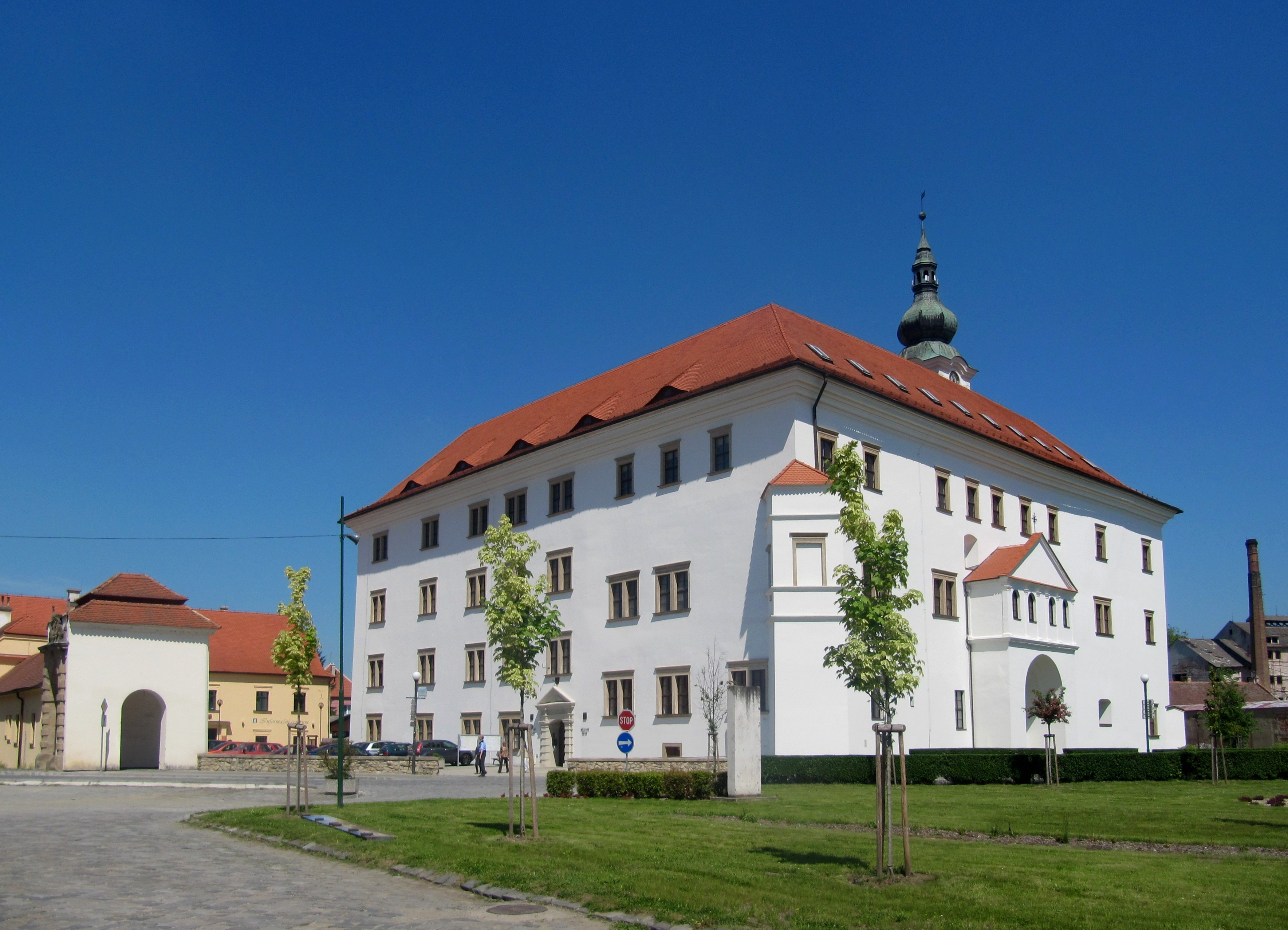
Schloss Ostroh

Dietrich von Kunowitz († 1582) baute die Reste der Burg zu einem Renaissance-Schloss um. Im 16. Jahrhundert ließen sich Böhmische Brüder in Ostroh nieder. Wegen seiner Beteiligung am böhmischen Ständeaufstand von 1618 wurden die Besitzungen des Jan Bernhard von Kunowitz nach der Schlacht am Weißen Berg vom Kaiser konfisziert. Zu dieser Zeit bestand die Herrschaft Ostroh aus dem Schloss und Stadt Ostroh mit Vorstadt, den Städtchen Kunowitz, Hluk, Nivnice und Hornová Lhota, den Schlössern Hluk und Kunowitz, der Feste in Louka sowie den Dörfern Kvačice, Chylice, Nová Ves, Derfle, Vésky, Míkovice, Blatnice, Blatnička, Ostrožská Lhota, Louka, Milokošť, Kuželov, Malá Vrbka, Tasov, Kozojídky, Žeravinky, Horní Němčí, Dolní Němčí, Boršice und Strání.
1625 schenkte Kaiser Ferdinand II. die gesamte Herrschaft Ostroh seinem verdienten Anhänger Gundaker von Liechtenstein, dessen Nachkommen den Besitz bis 1945 eigneten. Gundakar von Liechtenstein erreichte, dass die Herrschaften Kromau und Ostroh 1633 zum Fürstentum Liechtenstein mit Residenz in Stadt Liechtenstein (Kromau)  erhoben wurden. Die Bezeichnungen Fürstentum Liechtenstein und Stadt Liechtenstein waren nicht von langer Dauer und ab 1647 wieder ungebräuchlich; nach dem Erwerb der Grafschaft Vaduz und Herrschaft Schellenberg wurde der alte Titel wieder reaktiviert und diese 1719 zum Reichsfürstentum Liechtenstein erhoben.
Im Dreißigjährigen Krieg wurde Ostroh 1645 von den Schweden unter General Lennart Torstensson erobert. In der zweiten Hälfte des 17. Jahrhunderts musste die Gegend Drangsalierungen durch die Streifzüge der Ungarn und Türken erdulden. Weitere Schäden erlitt Ostroh 1757 bei der Besetzung durch die Preußen im Siebenjährigen Krieg sowie 1762 durch einen großen Stadtbrand. Da die Liechtensteiner nicht in Ostroh residierten, nahm die wirtschaftliche Bedeutung ab, und das Schloss verfiel allmählich. Seit dem 16. Jahrhundert ist eine jüdische Gemeinde nachgewiesen, die später eine Schule sowie eine Synagoge errichtete, die 1944 zerstört wurde.
1838 bestand Ostroh aus 177 Häusern, in denen 1185 Einwohner lebten. Erst 1846 erhielt Ostroh die Bezeichnung „Ungarisch Ostroh“ (Uherský Ostroh). 1850 wurde die Stadt Sitz eines Bezirksgerichts. Mit dem Eisenbahnanschluss 1888 erfolgte ein wirtschaftlicher Aufschwung. 1894 gründete Karl Latzmann eine Bleistiftfabrik, deren Schreibwarenprodukte bis nach Russland und Rumänien geliefert wurden. Anfang des 20. Jahrhunderts entstanden Fabriken zur Herstellung von Möbeln. 1938 erwarb die Stadt das Schloss. 1990 wurde das Stadtzentrum unter Denkmalschutz gestellt.

## Ortsteile
- Uherský Ostroh (Ungarisch Ostra)
- Kvačice (Kwatschitz)
- Ostrožské Předměstí (Ostraer Vorstadt)

## Sehenswürdigkeiten

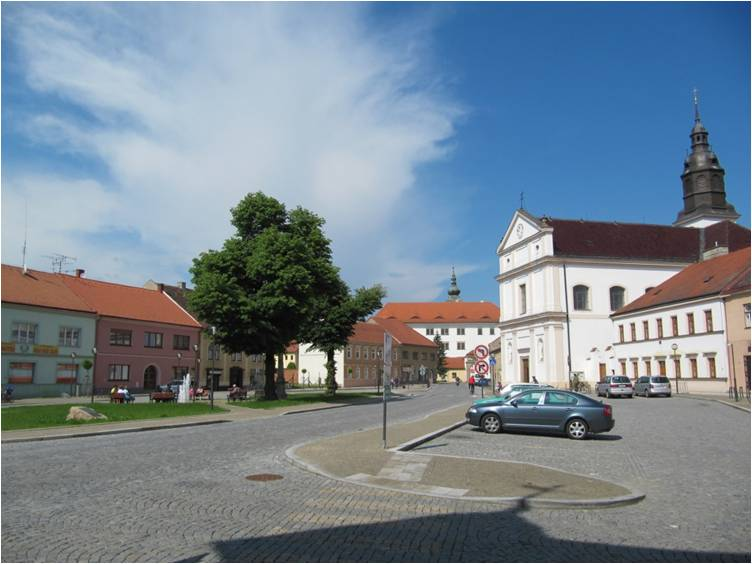
Uherský Ostroh-Hauptplatz mit dem Schloss im Hintergrund

- Die Pfarrkirche St. Andreas von 1634 wurde Mitte des 18. Jahrhunderts barockisiert.
- Das Schloss Ostroh wurde 1560–1570 von den Herren von Kunowitz errichtet und 1605 durch ein Feuer beschädigt. Nach 1625 diente es als Verwaltungssitz der Gutsherren Liechtenstein. Seit 1990 steht es unter Denkmalschutz. Gegenwärtig dient es als kommunales und kulturelles Zentrum der Stadt.

## Persönlichkeiten
- Joel Müller (1827–1895), Hebraist und Talmudist, Hochschullehrer
- Franz Krones Ritter von Marchland (1835–1902), Hochschullehrer und Historiker
- Rudolfine Fleischner (1873–1923), Erzieherin und Politikerin
- Josef Hahn (1884–1943), österreichischer Architekt
- František Vaněk (1931–2020), Eishockeyspieler und -trainer
- Lukáš Sadílek (* 1996), Fußballspieler